# Ciclismo Cup 2022
La Ciclismo Cup-Campionato italiano a squadre 2022 è stata la 16ª edizione della Ciclismo Cup, circuito ciclistico nazionale italiano, organizzato dalla Lega del Ciclismo Professionistico. La manifestazione, costituita da 19 prove, si aprì il 2 marzo 2022 con il Trofeo Laigueglia e si concluse il 16 ottobre con la Veneto Classic.
Il circuito prevede tre classifiche, due individuali (assoluta e giovani Under-25) ed una a squadre, vinte rispettivamente da Filippo Zana (assoluta e giovani Under-25) e dall'UAE Team Emirates.

## Squadre
La competizione è riservata alle squadre World Tour, Professional Continental e Continental italiane o che abbiano la maggioranza di corridori italiani. Le squadre che vi partecipano sono sette:
- Astana Qazaqstan Team
- Bahrain Victorious
- Bardiani-CSF-Faizanè
- Drone Hopper-Androni Giocattoli

- Eolo-Kometa Cycling Team
- UAE Team Emirates
- Trek-Segafredo

## Calendario
| Corsa | Data         | Prova                                   | Cat.  | Vincitore                    | Squadra                            | Leader della Cl. italiana | Squadra leader della Cl. italiana |
| ----- | ------------ | --------------------------------------- | ----- | ---------------------------- | ---------------------------------- | ------------------------- | --------------------------------- |
| 1     | 2 marzo      | Trofeo Laigueglia (2022)                | 1.Pro | Jan Polanc                   | UAE Team Emirates                  | Alessandro Covi           | UAE Team Emirates                 |
| 2     | 16 marzo     | Milano-Torino (2022)                    | 1.Pro | Mark Cavendish               | Quick-Step Alpha Vinyl Team        | Alessandro Covi           | UAE Team Emirates                 |
| 3     | 20 marzo     | Per sempre Alfredo (2022)               | 1.1   | Marc Hirschi                 | UAE Team Emirates                  | Alessandro Covi           | UAE Team Emirates                 |
| 4     | 22-26 marzo  | Settimana di Coppi e Bartali (2022)     | 2.1   | Eddie Dunbar                 | Ineos Grenadiers                   | Alessandro Covi           | UAE Team Emirates                 |
| 5     | 27 marzo     | GP Industria e Artigianato (2022)       | 1.Pro | Diego Ulissi                 | UAE Team Emirates                  | Diego Ulissi              | UAE Team Emirates                 |
| 6     | 12-15 aprile | Giro di Sicilia (2022)                  | 2.1   | Damiano Caruso               | Italia                             | Damiano Caruso            | UAE Team Emirates                 |
| 7     | 18-22 aprile | Tour of the Alps (2022)                 | 2.Pro | Romain Bardet                | Team DSM                           | Diego Ulissi              | UAE Team Emirates                 |
| 8     | 2 giugno     | Giro dell'Appennino (2022)              | 1.1   | Louis Meintjes               | Intermarché-Wanty-Gobert Matériaux | Diego Ulissi              | UAE Team Emirates                 |
| 9     | 4-8 giugno   | Adriatica Ionica Race (2022)            | 2.1   | Filippo Zana                 | Bardiani-CSF-Faizanè               | Diego Ulissi              | Drone Hopper-Androni Giocattoli   |
| 10    | 22 giugno    | Campionato italiano a cronometro (2022) | CN    | Filippo Ganna                | Ineos Grenadiers                   | Filippo Zana              | Drone Hopper-Androni Giocattoli   |
| 10    | 28 giugno    | Campionato italiano in linea (2022)     | CN    | Filippo Zana                 | Bardiani-CSF-Faizanè               | Filippo Zana              | Drone Hopper-Androni Giocattoli   |
|       | 13-17 luglio | Settimana Ciclistica Italiana           | 2.1   | corsa annullata              | corsa annullata                    | Filippo Zana              | Drone Hopper-Androni Giocattoli   |
| 11    | 14 settembre | Giro di Toscana (2022)                  | 1.1   | Marc Hirschi                 | UAE Team Emirates                  | Filippo Zana              | Drone Hopper-Androni Giocattoli   |
| 12    | 15 settembre | Coppa Sabatini (2022)                   | 1.Pro | Daniel Martínez              | Ineos Grenadiers                   | Filippo Zana              | Drone Hopper-Androni Giocattoli   |
|       | 17 settembre | Memorial Marco Pantani                  | 1.1   | corsa annullata per maltempo | corsa annullata per maltempo       | Filippo Zana              | Drone Hopper-Androni Giocattoli   |
|       | 18 settembre | Trofeo Matteotti                        | 1.1   | corsa annullata              | corsa annullata                    | Filippo Zana              | Drone Hopper-Androni Giocattoli   |
| 13    | 29 settembre | Coppa Agostoni (2022)                   | 1.1   | Sjoerd Bax                   | Alpecin-Deceuninck                 | Filippo Zana              | Drone Hopper-Androni Giocattoli   |
| 14    | 1º ottobre   | Giro dell'Emilia (2022)                 | 1.Pro | Enric Mas                    | Movistar Team                      | Filippo Zana              | UAE Team Emirates                 |
|       | 2 ottobre    | GP Bruno Beghelli                       | 1.1   | corsa annullata              | corsa annullata                    | Filippo Zana              | UAE Team Emirates                 |
| 15    | 3 ottobre    | Coppa Bernocchi (2022)                  | 1.Pro | Davide Ballerini             | Quick-Step Alpha Vinyl Team        | Filippo Zana              | UAE Team Emirates                 |
| 16    | 4 ottobre    | Tre Valli Varesine (2022)               | 1.Pro | Tadej Pogačar                | UAE Team Emirates                  | Filippo Zana              | UAE Team Emirates                 |
| 17    | 6 ottobre    | Gran Piemonte (2022)                    | 1.Pro | Iván García Cortina          | Movistar Team                      | Filippo Zana              | UAE Team Emirates                 |
| 18    | 12 ottobre   | Giro del Veneto (2022)                  | 1.1   | Matteo Trentin               | UAE Team Emirates                  | Filippo Zana              | UAE Team Emirates                 |
| 19    | 16 ottobre   | Veneto Classic (2022)                   | 1.1   | Marc Hirschi                 | UAE Team Emirates                  | Filippo Zana              | UAE Team Emirates                 |

## Classifiche
Classifiche aggiornate alla 19ª prova.
| Pos. | Corridore          | Squadra      | Punti |
| ---- | ------------------ | ------------ | ----- |
| 1    | Filippo Zana       | Bardiani     | 185   |
| 2    | Lorenzo Rota       | Intermarché  | 160   |
| 2    | Diego Ulissi       | UAE          | 160   |
| 4    | Marc Hirschi       | UAE          | 138   |
| 5    | Natnael Tesfatsion | Drone Hopper | 115   |
| 6    | Andrea Piccolo     | EF           | 111   |
| 7    | Tadej Pogačar      | UAE          | 110   |
| 8    | Nicola Conci       | Alpecin D.   | 106   |
| 9    | Matteo Trentin     | UAE          | 99    |
| 10   | Domenico Pozzovivo | Intermarché  | 98    |

| Pos. | Corridore Under-25 | Squadra      | Punti |
| ---- | ------------------ | ------------ | ----- |
| 1    | Filippo Zana       | Bardiani     | 185   |
| 2    | Marc Hirschi       | UAE          | 138   |
| 3    | Natnael Tesfatsion | Drone Hopper | 115   |
| 4    | Andrea Piccolo     | EF           | 111   |
| 5    | Tadej Pogačar      | UAE          | 110   |

| Pos. | Squadra                         | Punti |
| ---- | ------------------------------- | ----- |
| 1    | UAE Team Emirates               | 908   |
| 2    | Drone Hopper-Androni Giocattoli | 629   |
| 3    | Bardiani-CSF-Faizanè            | 586   |
| 4    | Astana Qazaqstan Team           | 445   |
| 5    | Eolo-Kometa Cycling Team        | 323   |
| 6    | Bahrain Victorious              | 200   |
| 7    | Trek-Segafredo                  | 198   |